# Списак вођа Совјетског Савеза
Ово је хронолошки поредак свих вођа Совјетског Савеза и њихових функција за вријеме владавине.
| Слика | Име                             | Политичке функције                                        | Владавина                                                   | Странка                                |
| --- | ------------------------------- | --------------------------------------------------------- | ----------------------------------------------------------- | -------------------------------------- |
| | Владимир Лењин (1870—1924)      | Председник Већа НК СССР                                   | 30. децембар 1922. ↓ 21. јануар 1924. (1 година, 22 дана)   | Комунистичка партија Совјетског Савеза |
| После Руске револуције, Лењин је постао вођа Руске Совјетске Федеративне Социјалистичке Републике (РСФСР) од 1917. и лидер Савеза Совјетских Социјалистичких Република (СССР) од 1922. до своје смрти. |                                 |                                                           |                                                             |                                        |
| | Јосиф Стаљин (1878—1953)        | Генерални секретар Комунистичке партије Совјетског Савеза | 21. јануар 1924. ↓ 5. март 1953. (29 година, 43 дана)       | Комунистичка партија Совјетског Савеза |
| Председник Савета министара Совјетског Савеза | Јосиф Стаљин (1878—1953)        |                                                           | 21. јануар 1924. ↓ 5. март 1953. (29 година, 43 дана)       | Комунистичка партија Совјетског Савеза |
| После Лењинове смрти, Стаљин је у почетку владао као део тројке заједно са Григоријем Зиновјевом и Лaвом Камењевим. Међутим, до априла 1925. овај аранжман се распао када је Стаљин консолидовао власт и постао апсолутни диктатор Совјетског Савеза. Такође је био на функцији министра одбране од 19. јула 1941. до 3. марта 1947. и председавао је Државним комитетом за одбрану током Другог светског рата. |                                 |                                                           |                                                             |                                        |
| | Георгиј Маљенков (1902—1988)    | Председник Савета министара Совјетског Савеза             | 5. март 1953. ↓ 7. септембар 1953. (323 дана)               | Комунистичка партија Совјетског Савеза |
| После Стаљинове смрти, Маленков је владао као део тројке заједно са Лаврентијем Беријом и Вјачеславом Молотовом. упркос томе што је у почетку наследио Стаљина на свим његовим титулама и положајима, Политбиро је био приморан да се одрекне већине њих у року од месец дана. Тројка би се на крају сломила када је Берија ухапшен касније те године. Убрзо након тога, нашао се закључан у борби за моћ против Никите Хрушчова која је довела до његовог смењивања са места премијера 1955. године.                                                                             |                                 |                                                           |                                                             |                                        |
| | Никита Хрушчов (1894—1971)      | Први секретар Комунистичке партије Совјетског савеза      | 7. септембар 1953. ↓ 14. октобар 1964. (9 година, 266 дана) | Комунистичка партија Совјетског Савеза |
| У јануару 1955, Хрушчов се појавио као први међу једнакима у Президијуму Централног комитета обезбеђујући Маљенковљеву смену са места председника и премијера Совјетског Савеза. Након што га је 1957. замало збацила „антипартијска група“, он је још више учврстио своју моћ тако што се 27. марта 1958. именовао за премијера. На крају, након што је отуђио колеге реметилачким ремонтом инфраструктуре земље и преломом на светској сцени, отпуштен је са свих његових позиција на посебном састанку 1. октобра 1964.                                                        |                                 |                                                           |                                                             |                                        |
| | Леонид Брежњев (1906—1982)      | Генерални секретар Комунистичке партије Совјетског Савеза | 14. октобар 1964. ↓ 12. новембар 1982. (18 година, 27 дана) | Комунистичка партија Совјетског Савеза |
| У октобру 1964. Брежњев је заменио Хрушчова на месту првог секретара Комунистичке партије. Упркос томе што је био де јуре шеф партије, у почетку је био приморан да управља земљом као део тројке заједно са премијером Совјетског Савеза Алексејем Косигином и председником председништва Врховног совјета Николајем Подгорнијем. Међутим, до 1970-их, Брежњев је консолидовао власт и постао неприкосновени лидер режима. Године 1977. Брежњев је званично сменио Подгорног са места шефа државе. Након смрти 1982. добио је државну сахрану.                                   |                                 |                                                           |                                                             |                                        |
| | Јуриј Андропов (1914—1984)      | Генерални секретар Комунистичке партије Совјетског Савеза | 12. новембар 1982. ↓ 9. фебруар 1984. (1 година, 91 дан)    | Комунистичка партија Совјетског Савеза |
| Генерални секретар Централног комитета Комунистичке партије и председник Президијума од 16. јуна 1983. до 9. фебруара 1984. године.[49] |                                 |                                                           |                                                             |                                        |
| | Константин Черненко (1911—1985) | Генерални секретар Комунистичке партије Совјетског Савеза | 9. фебруар 1984. ↓ 10. март 1985. (1 година, 29 дана)       | Комунистичка партија Совјетског Савеза |
| Генерални секретар Централног комитета Комунистичке партије и председник Президијума од 11. априла 1984. до 10. марта 1985. године. Међутим, због свог здравља и недостатка подршке унутар режима, управљао је земљом већи део свог мандата као део тројке заједно са Андрејем Громиком и Дмитријем Устиновом. |                                 |                                                           |                                                             |                                        |
| | Михаил Горбачов (1931—2022)     | Генерални секретар Комунистичке партије Совјетског Савеза | 10. март 1985. ↓ 25. децембар 1991. (6 година, 290 дана)    | Комунистичка партија Совјетског Савеза |
| Председник Совјетског Савеза | Михаил Горбачов (1931—2022)     | ванстраначка личност                                      | 10. март 1985. ↓ 25. децембар 1991. (6 година, 290 дана)    |                                        |
| Служио је као генерални секретар од 11. марта 1985. и дао оставку 24. августа 1991, председник Президијума Врховног совјета од 1. октобра 1988. док канцеларија није преименована у председника Врховног совјета 25. маја 1989. до 5. марта 1990. године у Совјетски Савез и председник Совјетског Савеза од 15. марта 1990. до 25. децембра 1991. Смењен је 19. августа 1991 и враћен на функцију 22. августа. Дан након Горбачовљеве оставке на место председника, Совјетски Савез се формално распао. Горбачов је био једини шеф СССР-а који је рођен током његовог постојања. |                                 |                                                           |                                                             |                                        |